# Queens-Midtown Tunnel
Der Queens-Midtown Tunnel, auch Queens Midtown Tunnel, ist ein mautpflichtiger Tunnel unter dem East River in New York City mit einer Länge von 1.955 m. Er verbindet die beiden Stadtteile Manhattan und Queens auf dem Interstate 495 mit zwei parallel verlaufenden Röhren. Die Einfahrt in Manhattan liegt zwischen der 34th Street und der 42nd Street; in Queens liegt die Einfahrt zwischen der 51st Avenue sowie der 54th Avenue.
Seit Januar 2017 ist es nicht mehr möglich, die Maut vor Ort zu bezahlen, die durchfahrenden Wagen müssen einen E-ZPass haben. Andernfalls bekommen sie eine Rechnung an die Meldeadresse des Fahrzeugs geschickt.